# متصورة منجلية
متصورة منجلية (الاسم العلمي: Plasmodium falciparum) هي نوع من الأسناخ الصبغية تتبع جنس المتصورة من فصيلة المتصورات. وهي من الحيوانات الأولية المتطفلة، ومن أبرز الكائنات المسببة لمرض الملاريا.